# Протозвезда

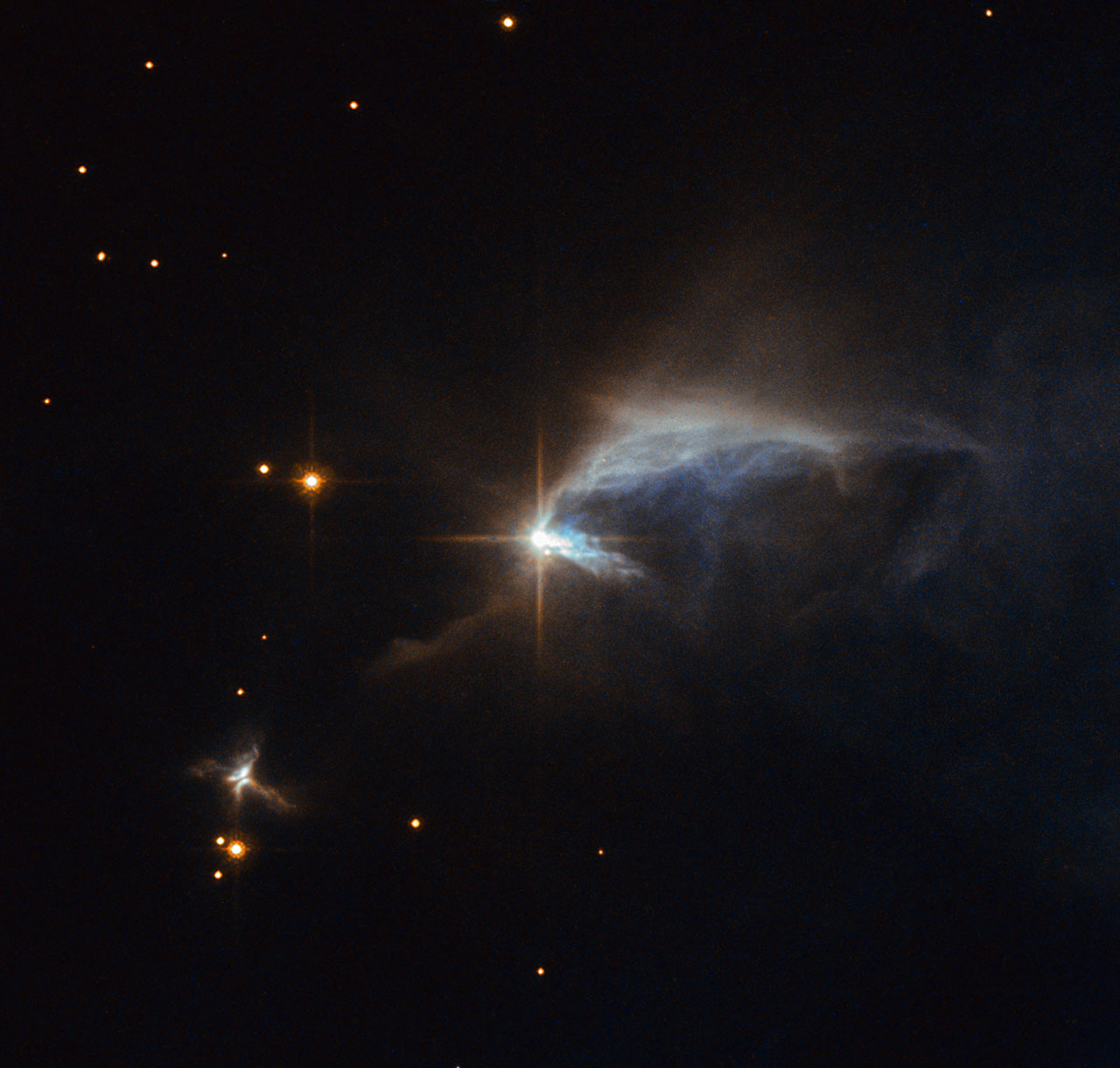
Протозвезда HBC 1

Протозвезда — звезда на начальной стадии своей эволюции и на заключительном этапе своего формирования перед возникновением термоядерного синтеза. Точные границы этого понятия размыты, а сами протозвёзды могут иметь совершенно разные характеристики. Однако в любом случае в процессе эволюции звёзд отправной точкой стадии протозвезды является начало сжатия молекулярного облака, а завершающей — момент, когда основным источником энергии звезды становится термоядерный синтез, и она становится полноценной звездой главной последовательности. В зависимости от массы протозвезды, данная стадия может продолжаться от 105 лет для самых крупных объектов до 109 лет для самых маломассивных.
В англоязычной литературе термин «протозвезда» используется только для стадии, когда аккреция оболочек всё ещё продолжается; для описания всей эволюции звезды, когда она ещё не достигла главной последовательности, используется термин «молодой звёздный объект» (англ. young stellar object).

## Характеристики
Из-за изменений, которым протозвёзды подвергаются со временем, их параметры варьируются в довольно широком диапазоне. Их массы могут достигать 100—150 M⊙; минимальная масса протозвёзд, которые в дальнейшем становятся полноценными звёздами, составляет 0,07—0,08 M⊙, но встречаются объекты и меньшей массы. Эффективная температура протозвёзд при формировании составляет несколько десятков кельвинов и постепенно возрастает до температуры, которую звезда будет иметь на главной последовательности. Полная светимость протозвёзд — от 10−3 до 105 L⊙. Протозвёзды — молодые объекты, которые не успели покинуть родительское молекулярное облако и чаще всего достаточно тесно сгруппированы в наиболее плотных и непрозрачных частях облака. Концентрация протозвёзд в большинстве случаев превышает 1 пк−3, а примерно половина их сгруппирована в областях с концентрацией более 25 пк−3.

### Классификация
Обычно выделяется четыре класса протозвёзд: 0, I, II и III, которые различаются в первую очередь спектрами. Эти различия обусловлены разницей в эволюционных стадиях (см. ниже).
- Класс 0: протозвезда излучает в основном в дальнем инфракрасном и миллиметровом диапазонах. Спектр излучения чернотельный, его эффективная температура составляет менее 70 K. Наблюдается только газопылевая оболочка, её масса больше массы протозвезды. В этой стадии протозвёзды промежуточной массы проводят порядка 105 лет: распространена оценка длительности в 104 лет, но она, судя по всему, ошибочна и вызвана тем, что измерения проводились на аномальной выборке[3].
- Класс I: спектр похож на спектр протозвезды класса 0, но наблюдается также поток в ближнем инфракрасном диапазоне. Спектр излучения также чернотельный, его эффективная температура составляет от 70 до 650 K, но в нём наблюдается избыток инфракрасного излучения, который создаётся аккреционным диском. Масса протозвезды превышает массу окружающего вещества. В этой стадии протозвёзды промежуточной массы проводят порядка 105 лет.
- Класс II: максимум спектра достигается в ближнем инфракрасном диапазоне, протозвезда видима и в оптическом диапазоне. Эффективная температура чернотельного спектра составляет от 650 до 2800 K, избыток инфракрасного излучения выражен слабее. В этой стадии протозвёзды промежуточной массы проводят порядка 106 лет.
- Класс III: максимум спектра находится в видимом диапазоне. Эффективная температура чернотельного спектра составляет более 2800 K, инфракрасный избыток практически отсутствует. В этой стадии протозвёзды промежуточной массы проводят порядка 107 лет.

Существует также альтернативная классификация, для которой вводится параметр {\displaystyle \alpha =d\log \lambda F_{\lambda }/d\log \lambda } в диапазоне от 2,2 до 10—25 мкм. Эта величина характеризует зависимость спектральной плотности излучения от длины волны: если {\displaystyle \alpha >0}, то поток на длинных волнах больше, чем на коротких, и наоборот, если {\displaystyle \alpha <0}. В этой классификации протозвезду относят к классу I, если у её спектра {\displaystyle \alpha >0}, к классу II относятся протозвёзды с {\displaystyle -1{,}5<\alpha <0}, а к классу III — протозвёзды с {\displaystyle \alpha <-1{,}5}. В случае, если в длинах волн менее 10 мкм звезда не наблюдается, её относят к классу 0. Классы в этих двух системах приблизительно соответствуют друг другу. Иногда источники с {\displaystyle -0{,}3<\alpha <0{,}3} выделяют в отдельный тип — источники с плоским спектром (англ. flat spectrum).
Некоторые протозвёзды могут принадлежать, помимо вышеописанных классов, к другим типам звёзд по иным принципам классификации. Так, например, протозвёзды классов II и III с массами до 3 M⊙ переменны и являются звёздами типа T Тельца, либо, в некоторых случаях, фуорами. Объекты с большей массой, до 10 M⊙, на стадии протозвезды проходят стадию звёзд Хербига (Ae/Be).

## Эволюция

Структура протозвезды.
1 — свободно падающее вещество
2 — фотосфера, излучающая в инфракрасном диапазоне
3 — непрозрачная газопылевая оболочка
4 — фронт ударной волны
5 — гидростатически равновесное ядро

Стадии эволюции протозвёзд и звёзд до главной последовательности

### Формирование
Звёзды формируются из молекулярных облаков, состоящих в основном из водорода и гелия. Когда в облаке появляется гравитационная неустойчивость, оно начинает сжиматься, а в дальнейшем разделяется на области меньшего размера, каждая из которых продолжает коллапсировать — иногда этот момент рассматривается как начало стадии протозвезды, но чаще за него принимается формирование гидростатически равновесного ядра (см. ниже).
В результате сжатия выделяется энергия, но из-за того, что облако прозрачно для инфракрасного излучения с длиной волны более 10 мкм, вся она излучается в окружающее пространство. Однако облако постепенно уплотняется, становится всё более непрозрачным для собственного излучения и в какой-то момент начинает нагреваться.

### Быстрое сжатие
Сжатие облака происходит неравномерно, и через некоторое время после начала сжатия в облаке формируется гидростатически равновесное ядро — обычно считается, что именно с этого момента облако, а точнее его ядро, является протозвездой. Практически вне зависимости от массы облака, масса ядра будет составлять 0,01 M⊙, радиус — несколько а.е., а температура в центре — 200 K. Аккреция внешних слоёв облака на ядро приводит к росту его массы и температуры, но при температуре в 2000 K её рост останавливается, так как энергия уходит на распад молекул водорода. В какой-то момент равновесие нарушается и ядро начинает сжиматься. Следующее равновесное состояние достигается для более маленького, теперь уже ионизованного ядра с массой 0,001 M⊙, радиусом около 1 R⊙ и температурой 2⋅104 K, и всего за срок порядка 10 лет вещество из первого сформировавшегося ядра выпадает на более маленькое ионизованное ядро. При этом ядро, излучающее в оптическом диапазоне, скрыто от окружающего пространства оболочкой, которая имеет гораздо меньшую температуру и излучает только в инфракрасном диапазоне. В это время протозвезда принадлежит к классу 0, а потом постепенно переходит к классу I.
Аккреция внешних слоёв продолжается, протозвезда постепенно увеличивает радиус до 4 R⊙, который останется до завершения аккреции практически неизменным, а падающее на ядро со скоростью 15 км/с вещество образует ударную волну. На ядро падает вещество сферической оболочки, ионизуется, и, когда большая часть материала попадает на протозвезду, она становится доступной для наблюдения. До этого момента сжатие внешней оболочки идёт по динамической временной шкале, то есть её длительность соответствует длительности свободного падения вещества, которому не препятствует давление газа.
Темп аккреции на протозвезду связан со скоростью звука в среде оболочки, обозначаемой {\displaystyle c}, и гравитационной постоянной {\displaystyle G} соотношением {\displaystyle {\dot {M}}=kc^{3}/G}, где {\displaystyle k} — безразмерный коэффициент, в различных моделях принимающий значения порядка 30; в среднем, это соответствует величине порядка 10−5 M⊙/год. Со временем темп аккреции уменьшается, и всё вещество оболочки падает на протозвезду за срок порядка миллиона лет.
У протозвёзд достаточно большой массы возрастающее давление излучения и звёздный ветер сдувают часть вещества оболочки, при этом может образоваться объект Хербига — Аро. Кроме того, если изначально облако вращалось, у протозвезды ещё может остаться протопланетный диск, состоящий из вещества, которое не аккрецировало на звезду; он впоследствии может эволюционировать в планетную систему.

### Медленное сжатие

Эволюционные треки протозвёзд разной массы в период их медленного сжатия (синий цвет) и их изохроны (отмечены разными цветами)

Протозвёзды, у которых уже закончилась аккреция оболочек, иногда выделяются в отдельный тип: звёзды до главной последовательности, к ним относятся классы протозвёзд II и III. В англоязычной литературе такие объекты уже не называются протозвёздами, но существует термин «молодой звёздный объект» (англ. young stellar object), объединяющий протозвёзды и звёзды до главной последовательности.
Положение протозвезды можно отметить на Диаграмме Герцшпрунга — Рассела: протозвезда, имеющая низкую температуру и высокую светимость, находится в её верхней правой части. Пока в звезде не начались термоядерные реакции и она выделяет энергию за счёт гравитационного сжатия, она медленно движется к главной последовательности.
Так как эти тела поддерживаются собственным давлением, они сжимаются гораздо медленнее, чем на предыдущей стадии, — в тепловой временной шкале, то есть за период, в течение которого половина потенциальной гравитационной энергии израсходуется на излучение. У самых массивных звёзд она занимает около 105 лет, а у наименее массивных — порядка 109 лет. Для Солнца стадия сжатия и перехода на главную последовательность продлилась 30 миллионов лет.
В 1961 году Тюсиро Хаяси (Хаяши) показал, что если весь объём звезды занимает конвективная зона, то при медленном сжатии её температура практически не меняется, а светимость падает — это соответствует движению текущего положения звезды вертикально вниз на диаграмме, и такой путь звезды принято называть треком Хаяши. Звёзды с массами в диапазоне от 0,3—0,5 M⊙ (по разным оценкам) до 3 M⊙ в течение сжатия перестают иметь конвективные слои и в какой-то момент сходят с трека Хаяши, в то время как звёзды с массами менее 0,3—0,5 M⊙ находятся на треке Хаяши на протяжении всего времени сжатия.
После схода с трека Хаяши (для звёзд промежуточной массы) или с самого начала медленного сжатия (для массивных звёзд) звезда перестаёт быть конвективной и при сжатии начинает нагреваться, при этом светимость меняется незначительно. Это соответствует движению влево на диаграмме, и эта часть пути называется треком Хеньи.
В любом случае в течение сжатия температура в центре звезды возрастает, и в ядре звезды начинают протекать термоядерные реакции — у звёзд малой и средней массы спустя некоторое время после начала сжатия, а у звёзд с массой более 8 M⊙ — ещё до того, как прекратится аккреция. На ранних этапах это превращение лития и бериллия в гелий, и эти реакции производят меньше энергии, чем излучает звезда. Сжатие продолжается, но доля термоядерных реакций в выделении энергии увеличивается, ядро продолжает нагреваться, и когда температура достигает 3—4 миллионов K, начинается превращение водорода в гелий в p-p цикле.
В некоторый момент, если звезда имеет массу больше 0,07—0,08 M⊙, выделение энергии за счёт термоядерных реакций сравнивается со светимостью звезды и сжатие прекращается — этот момент считается моментом окончания формирования звезды и её перехода на главную последовательность. Если звезда имеет массу менее этого значения, то в ней тоже какое-то время могут идти термоядерные реакции, однако вещество звезды в ядре становится вырожденным раньше, чем прекращается сжатие, поэтому термоядерные реакции никогда не становятся единственным источником энергии, а сжатие не прекращается. Такие объекты называются коричневыми карликами.

## История изучения
Гипотеза о том, что звёзды формируются путём уплотнения межзвёздного газа, была высказана ещё Исааком Ньютоном, хотя он давал лишь качественное описание процесса. Только в 1902 году Джеймс Джинс опубликовал расчёты и вывод, что при достаточной массе облако газа может начать коллапсировать при прохождении волн.
Впервые сам термин «протозвезда» ввёл Виктор Амбарцумян в 1953 году: в его гипотезе протозвёздами назывались гипотетические дозвёздные тела, которые в дальнейшем распадаются на звёзды. Близкое к современному представление о протозвёздах появилось благодаря Тюсиро Хаяси, который занимался моделированием протозвёзд и в 1966 году опубликовал статью, подробно описывающую эти объекты. В дальнейшем основные идеи практически не менялись, но теория дорабатывалась: например, Ричард Ларсон уточнил некоторые значения параметров протозвёзд во время их эволюции.
При этом протозвёзды на ранних стадиях эволюции не наблюдались до конца 1980-х годов — основную трудность составляло то, что сами протозвёзды изначально скрыты за плотной газопылевой оболочкой. Кроме того, сама оболочка излучает в основном в инфракрасном диапазоне, который сильно поглощается земной атмосферой, что дополнительно затрудняет наблюдения с поверхности Земли. Главным источником сведений о звёздах на начальной стадии эволюции длительное время служили звёзды типа T Тельца, которые были выделены в отдельный тип звёзд ещё в 1945 году. Значительный вклад в изучение протозвёзд внесли также космические инфракрасные телескопы, такие как Спитцер и Гершель: например, только в Облаке Ориона теперь известно как минимум 200 протозвёзд.